# JUNOS – Junge liberale NEOS
| JUNOS – Junge liberale NEOS | JUNOS – Junge liberale NEOS     |
| --------------------------- | ------------------------------- |
|                             |                                 |
| Bundesvorsitzende           | Sophie Wotschke                 |
| Stv. Bundesvorsitzende      | Fabienne Lackner Jakob Dirnböck |
| Generalsekretär             | Julian Fritsch                  |
| Ausrichtung                 | Liberalismus                    |
| Internationale Verbindungen | LYMEC IFLRY                     |
| Gründung                    | 2009                            |
| Sitz                        | Wien                            |
| Website                     | junos.at                        |

Die JUNOS – Junge liberale NEOS sind der Jugendverband der Partei NEOS – Das Neue Österreich und Liberales Forum. Als solche sind sie auch Vollmitglied von IFLRY und LYMEC.
Hervorgegangen sind die JUNOS aus den Jungen Liberalen Österreich, einer bis dahin bestehenden Partei und Hochschülerschaftsfraktion. Diese unterstützte seit Oktober 2012 als Jugendpartner die Partei NEOS, in die sie sich schließlich am 22. März 2014 als Jugendverband eingliederte.

## Politische Ausrichtung
Die JUNOS bekennen sich zum Liberalismus und zum System der Marktwirtschaft. Sie sprechen sich unter anderem für die Wahrung der Demokratie, die Achtung von Bürgerrechten und eine offene, tolerante Gesellschaft aus. Weitere wichtige Forderungen sind die Gründung der Vereinigten Staaten von Europa sowie ökologische, ökonomische und soziale Nachhaltigkeit. Die individuelle Freiheit soll dabei die Grundlage der politischen Forderungen bilden.

## Geschichte

### Gründung als Liberales StudentInnenforum
Die Gründung der Jungen Liberalen erfolgte unter dem Namen Liberales StudentInnenforum (LSF) zeitgleich mit dem Liberalen Forum 1993, nachdem sich das Liberale Forum aufgrund der zunehmend rechtspopulistischen Linie der FPÖ unter Jörg Haider von ebendieser abgespalten hatte. Allein zur Wahl stand das LSF erstmals bei den ÖH-Wahlen im Jahre 1995, nachdem es 1993 noch eine Wahlplattform mit den dem moderaten Flügel zugehörigen Vereinten Grünen Österreichischen Studenten gegeben hatte. Darunter, dass das Liberale Forum seit 1999 nicht mehr mit einer Fraktion im Parlament vertreten war, hatte auch das LSF zu leiden – die Wahlergebnisse sanken seit 1999 kontinuierlich, ein Trend, der erst 2005 auf niedrigem Niveau vorübergehend gestoppt werden konnte. 2005 wurde die ÖH-Bundesvertretung nach neuem Wahlrecht gewählt und die BV-Direktwahl abgeschafft. Bei der ÖH-Wahl 2007 verlor das LSF alle Mandate auf Universitätsvertretungen und wurde in der Bundesvertretung erstmals seit Bestehen der Liberalen vom FPÖ-nahen Ring Freiheitlicher Studenten (RFS) stimmenmäßig überholt.

### Neuorganisation als JuLis

Logo der JuLis Österreich

Am Bundesforum des LSF im Jänner 2009 wurden weitreichende Neuerungen beschlossen. Einerseits wurde das LSF, das bereits bei verschiedenen Anlässen unter dem Namen JuLis aufgetreten war, endgültig in JuLis – Junge Liberale Österreich umbenannt, andererseits auch eine neue Verbandsstruktur geschaffen.
Am 20. April 2009 hat die Abgeordnete im Europäischen Parlament Karin Resetarits mitgeteilt, mit ihrer Unterstützungsunterschrift auf der Wahlliste der Jungen Liberalen deren Antritt zur Europawahl in Österreich 2009 zu ermöglichen. Vorangegangen waren Überlegungen des Liberalen Forums, selbst anzutreten – die angeblich lange zugesagte Unterschrift von Karin Resetarits gab diese dann aber überraschend den Jungen Liberalen; ausschlaggebend waren diesbezügliche Bemühungen der Julis-Vorsitzenden Alegra Raising. Dieser Antritt führte zu einer maßgeblichen Entfremdung der Julis von ihrer ehemaligen Mutterpartei LIF, seither traten die JuLis eigenständig auf. Die Jungen Liberalen traten mit der mit Abstand jüngsten Liste aller acht antretenden Parteien zu den Europawahlen 2009 an. Spitzenkandidat war der in Graz lebende Kärntner Hannes Müllner. Mit letztlich 0,7 Prozent der Stimmen (20.668 Wahlberechtigte) glückte der Einzug in das Europaparlament nicht.
Auch bei der ÖH-Wahl 2009 traten die Julis an zahlreichen Universitäten an, darunter alle großen Universitäten mit Ausnahme der Universität Wien. An der Uni Wien scheiterten die Jungen Liberalen an formalen Gründen und konnten gar nicht kandidieren, auch der für einen Einzug in die ÖH-Bundesvertretung notwendige Listenverband wurde nicht zugelassen. Die Julis waren demnach in der ÖH-Funktionsperiode von 2009 bis 2011 weder in Universitätsvertretungen noch in der Bundesvertretung der ÖH vertreten.
Am III. Bundeskongress in Wien am 30. und 31. Oktober 2010 kündigten die JuLis eine Kandidatur bei den ÖH-Wahlen 2011 an und beschlossen einstimmig ein „Liberales Hochschulprogramm“. Weiters wurde Nikolaus Scherak zum neuen Bundesvorsitzenden gewählt. Bei den ÖH-Wahlen 2011 errangen die JuLis drei Mandate in der Bundesvertretung sowie mehrere Mandate in einzelnen Universitätsvertretungen (Universität Wien, Wirtschaftsuniversität Wien, Technische Universität Wien).

### Kooperation mit NEOS
Am 27. Oktober 2012 beteiligten sich die JuLis an der Gründung der Partei NEOS – Das Neue Österreich und Liberales Forum. JuLis-Vorsitzender Nikolaus Scherak wurde in den Vorstand der NEOS gewählt. Die JuLis bestanden jedoch zunächst als eigenständige Organisation weiter.
Bei den ÖH-Wahlen 2013 erreichten die JuLis mit +2,2 % den prozentuell höchsten Zugewinn aller antretenden Fraktionen und konnten ihre Mandate in den Universitätsvertretungen von vier auf acht verdoppeln. Neben der Universität Wien, der Wirtschaftsuniversität Wien und der Technischen Universität Wien waren die JuLis somit auch an der Karl-Franzens-Universität Graz, der Technischen Universität Graz und der Leopold-Franzens-Universität Innsbruck in der Universitätsvertretung vertreten.
Am 22. März 2014 erfolgte im Rahmen eines Bundeskongresses in Salzburg die Umbenennung der Partei in JUNOS – Junge liberale NEOS und damit verbunden die Einbindung in die Parteistrukturen der NEOS. Bundesvorsitzender der JUNOS wurde der bisherige JuLis-Vorsitzende und NEOS-Nationalratsabgeordnete Nikolaus Scherak, der bereits zuvor Mitglied im Vorstand der NEOS war. Um sich in Zukunft den hochschulpolitischen Agenden anzunehmen und an ÖH-Wahlen teilzunehmen, wurde der Zweigverein JUNOS – Junge liberale Studierende gegründet. Beim XI. Bundeskongress der JUNOS in Wien trat Scherak als JUNOS-Vorsitzender zurück und übergab die Führung der NEOS-Parteijugend in der Folge an Douglas Hoyos, der zuvor einer seiner Stellvertreter gewesen war. Am XXI. Bundeskongress der JUNOS in Wien trat Hoyos 2019 als Vorsitzender zurück und übergab die Führung an Anna Stürgkh, die zuvor schon drei Jahre im Bundesvorstand war und die letzten zwei Jahre davon als Hoyos’ Stellvertreterin arbeitete.
Um auch in der Schülerpolitik mitzumischen und bei Schülervertretungswahlen anzutreten, gründeten die JUNOS gemeinsam mit dem stellvertretenden Bundesschulsprecher Leopold Plattner im September 2020 den Zweigverein JUNOS – Junge liberale Schüler_innen. Bereits beim ersten Antritt bei den LSV-Wahlen 2021 schafften es die JUNOS Schüler_innen auf Anhieb, mit Ivana Monz in Tirol eine Landesschulsprecherin und somit ein Mitglied in der Bundesschülervertretung zu stellen.
Beim XXVI. Bundeskongress im November 2022 wurde die ehemalige Spitzenkandidatin und Vorsitzende der JUNOS Studierenden, Sophie Wotschke, zur neuen Bundesvorsitzenden der JUNOS gewählt.

## Abgeordnete
Folgende Abgeordnete in Nationalrat, Landtagen oder Europaparlament sind Mitglieder der JUNOS:
- Dolores Bakos
- Johannes Gasser
- Douglas Hoyos-Trauttmansdorff
- Niki Scherak
- Yannick Shetty
- Nikolaus Swatek
- Christoph Wiederkehr
- Felix Eypeltauer
- Fabienne Lackner
- Anna Stürgkh
- Susanna Riedlsperger
- Sophie Wotschke
- Ines Holzegger

## Ergebnisse bei ÖH-Bundesvertretungswahlen
| LSF1 und JuLis2 bei den ÖH-Bundesvertretungswahlen | LSF1 und JuLis2 bei den ÖH-Bundesvertretungswahlen | LSF1 und JuLis2 bei den ÖH-Bundesvertretungswahlen | LSF1 und JuLis2 bei den ÖH-Bundesvertretungswahlen |
| Jahr | Spitzenkandidat                                    | Stimmen3                                           | BV-Mandate                                         |
| --- | -------------------------------------------------- | -------------------------------------------------- | -------------------------------------------------- |
| 1995 | Johannes Vetter                                    | 8,8 %                                              | 6                                                  |
| 1997 | Udo Pappler                                        | 10,4 %                                             | 7                                                  |
| 1999 | Andreas Putz                                       | 9,9 %                                              | 4                                                  |
| 2001 | Michaela Köberl                                    | 5,3 %                                              | 2                                                  |
| 2003 | Florian Schweitzer                                 | 3,4 %                                              | 1                                                  |
| 2005 | Martin Ehrenhauser                                 | 3,9 %                                              | 1                                                  |
| 2007 | Philipp Weingartshofer                             | 2,27 %                                             | 1                                                  |
| 2009 | Alegra-Isabel Raising                              | 1,7 %                                              | 0                                                  |
| 2011 | Claudia Gamon                                      | 4,32 %                                             | 3                                                  |
| 2013 | Claudia Gamon                                      | 6,4 %                                              | 3                                                  |
| 2015- 4 |                                                    |                                                    |                                                    |
| 1 bis 2007 2 2009–2013 3 Zwischen 2005 und 2013 wurde die Bundesvertretung nicht direkt gewählt, die Prozentsätze sind deshalb nur bedingt aussagekräftig. 4 Ergebnisse für JUNOS ab 2015 |                                                    |                                                    |                                                    |